# Парад планет (фильм)
«Парад планет» («Почти фантастическая история») — советский художественный фильм режиссёра Вадима Абдрашитова по сценарию Александра Миндадзе.

## Сюжет
События фильма происходят в СССР в 1984 году. Шестеро сорокалетних мужчин оторваны от обычной жизни призывом на военные сборы резервистов, последним в их жизни. Они представляют срез социума СССР того времени: учёный-астроном, мясник из магазина, рабочий завода, грузчик, архитектор, водитель троллейбуса (избранный народным депутатом). Некоторые из них знакомы по предыдущим «партизанским» сборам и дружат между собой, но, по собственному признанию, в гражданской жизни встречаются очень редко, чему виной рутинная работа, поглощающий свободное время быт и, в общем-то, разные жизненные интересы и ценности. Во время войсковых учений их артиллерийская батарея, успешно выполнив задачу, оказалась «уничтожена» противником, и герои по приказу командования как бы умирают. Таким образом, до конца сборов у них остаётся в запасе ещё несколько дней. Пропустив на станции поезд до города, герои, став «духами с того света», решают всё-таки доиграть «в войнушку», добраться до деревни Гуськово — их конечного пункта войсковых учений — и провести время на природе, вдали от цивилизации.
Покинув учебное поле боя, мужчины начинают трансцендентальное путешествие. Сначала они попадают в город, населённый одними красивыми одинокими женщинами. Уплыв через реку от этого соблазна, отряд проводит ночь на острове и, прихватив с собой туриста Химика, оказывается в Доме престарелых, где по ошибке завхоза их принимают за бригаду ремонтников из ремстройконторы.
В Доме престарелых слабоумная старушка принимает Германа Костина (героя Олега Борисова) за пропавшего в войну своего сына Федю. Волею сложившихся обстоятельств Герман-Федя был вынужден в течение нескольких часов «играть» эту роль, во время которой сам для себя подытоживает не очень приятные вехи своей жизни. Поздним вечером семёрка путешественников со всеми престарелыми обитателями пытается «наблюдать» загадочный парад планет.
Заночевав в открытом поле возле деревни Гуськово, пропутешествовав пешком весь путь до города, «команда» мужчин расстаётся, понимая, что больше «мужских игр» — войсковых сборов и учений — не будет, что поставлена последняя точка в уходящей молодости, и, скорее всего, они больше не встретятся. Как планеты с разными орбитами, они лишь на какой-то миг встретились и выстроились в «парад планет», чтобы разлететься уже навсегда.

## Проблематика
Фильм Абдрашитова «Парад планет» (рабочее название сценария — «Сборы») — предтеча работ режиссёра пред-перестроечного периода. Для времени застоя это была необычная картина, резко выделяющаяся из кинематографического ряда периода развитого социализма. Отчётливо прослеживаемое метафорическое начало с библейскими и античными мотивами глубоко повлияло на развитие изобразительного языка. Очевидны аналогии с «Одиссеей» Гомера. Артиллерия — бог войны. Героями уничтожаются танки-циклопы. Исход войны решён богом богов — ракетными войсками. Деревня Гуськово — остров женщин. Спасшиеся герои спускаются в царство мёртвых (дом престарелых), куда их перевозит на своей лодке Харон — Химик.
Фильм стал запоминающимся событием и значительной вехой в развитии советского и российского кино. По мнению сценариста фильма Александра Миндадзе, во многом успех картины был обеспечен актёрским ансамблем и прежде всего мастерством Олега Борисова в роли главного героя.

## В главных ролях
- Олег Борисов — Герман Иванович Костин, астрофизик, старший лейтенант запаса
- Лилия Гриценко — Анна Васильевна, «мать» Костина
- Алексей Жарков — Руслан Слонов, «Слон», грузчик
- Пётр Зайченко — Иван Пухов, «Крокодилыч», рабочий, сержант запаса
- Сергей Никоненко — Василий Сергеевич Афонин, народный депутат, водитель троллейбуса и армейского грузовика
- Александр Пашутин — Спиркин, архитектор
- Борис Романов — химик-органик
- Сергей Шакуров — Султан, мясник из гастронома

### В ролях
- Владимир Кашпур — завхоз Дома престарелых
- Анжелика Неволина — Наташа, подруга Костина
- Елена Майорова — подруга Слонова
- Марина Шиманская — подруга Афонина
- Светлана Евстратова — подруга Спиркина
- Лидия Ежевская — подруга Пухова
- Татьяна Кочемасова — девушка Султана
- Галина Шостко — Наталья Сергеевна
- Борис Сморчков — капитан-артиллерист
- Лилия Макеева — сотрудница Костина
- Алехень Нигату — астроном

## Съёмочная группа
- Автор сценария: Александр Миндадзе
- Режиссёр-постановщик: Вадим Абдрашитов
- Оператор-постановщик: Владимир Шевцик
- Художник-постановщик: Александр Толкачёв
- Композитор: Вячеслав Ганелин
- Государственный симфонический оркестр кинематографии
  - Дирижёр: Марк Эрмлер

## Награды
- 1984 — МКФ неореалистического кино в Авеллино, приз «Золотое плато» (Вадим Абдрашитов)

В фильме использована музыка Людвига ван Бетховена (7-я симфония), Дмитрия Шостаковича (8-я симфония), Луи Гульельми в исполнении Эдди Кэлверта, а также попурри на тему популярных песен 1950-х годов «Любимые мелодии» в исполнении Танцевального оркестра Берлинского радио (Германская Демократическая Республика).

## Места съёмок
Съёмки мирной жизни и катание героев фильма в парке аттракционов в парке «Питомник» снимались в городе Серпухове Московской области. Съёмки учений были проведены в городе Солнечногорске Московской области, на полигоне Редино высших военных курсов «Выстрел». Военными атрибутами создатели фильма были обеспечены благодаря в/ч № 01451. Сцена поездки героя Шакурова на лестнице троллейбуса была снята в Туле.